# Kościół św. Józefa w Rostarzewie

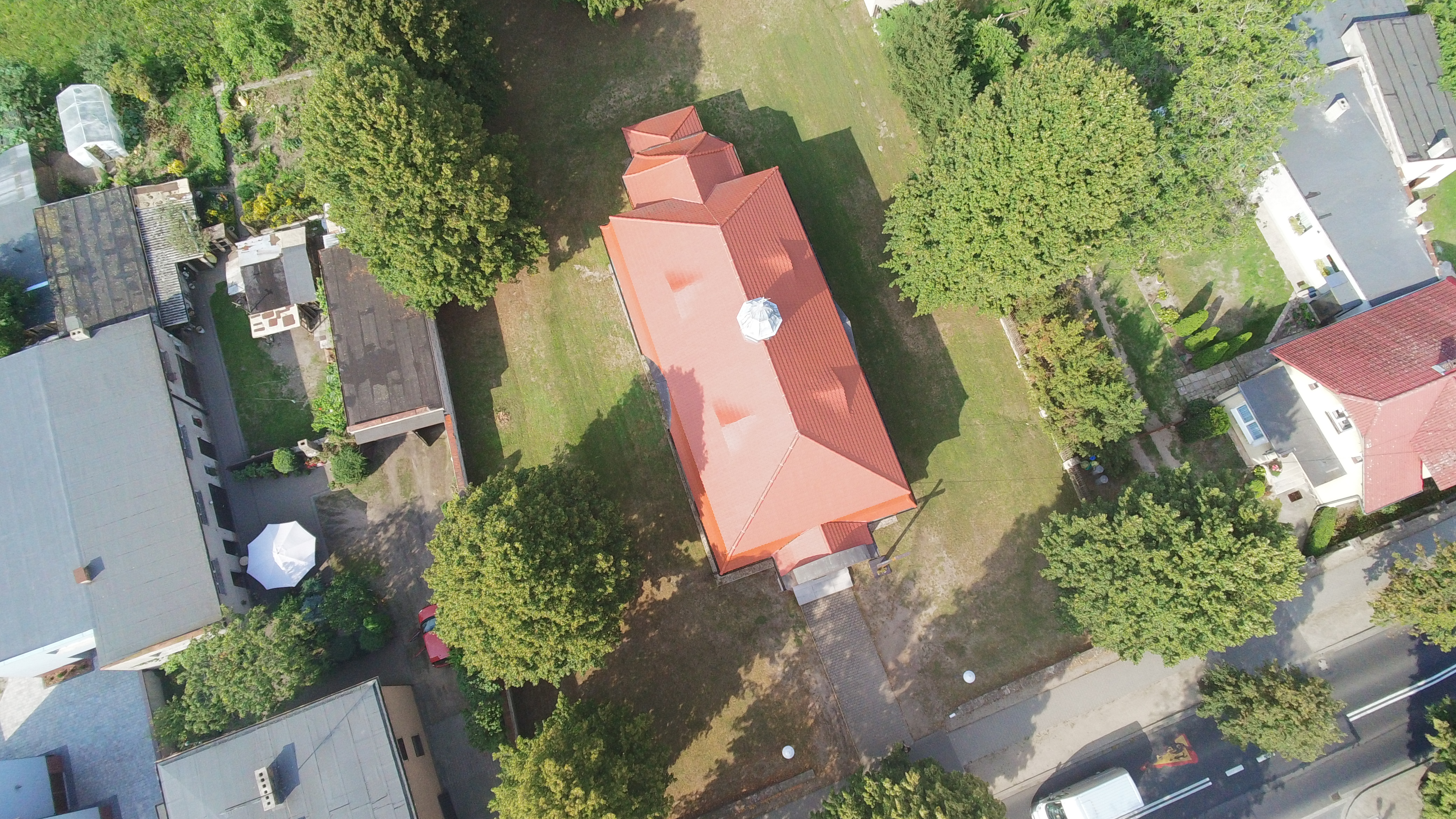
Kościół św. Józefa w Rostarzewie zdjęcie z lotu ptaka

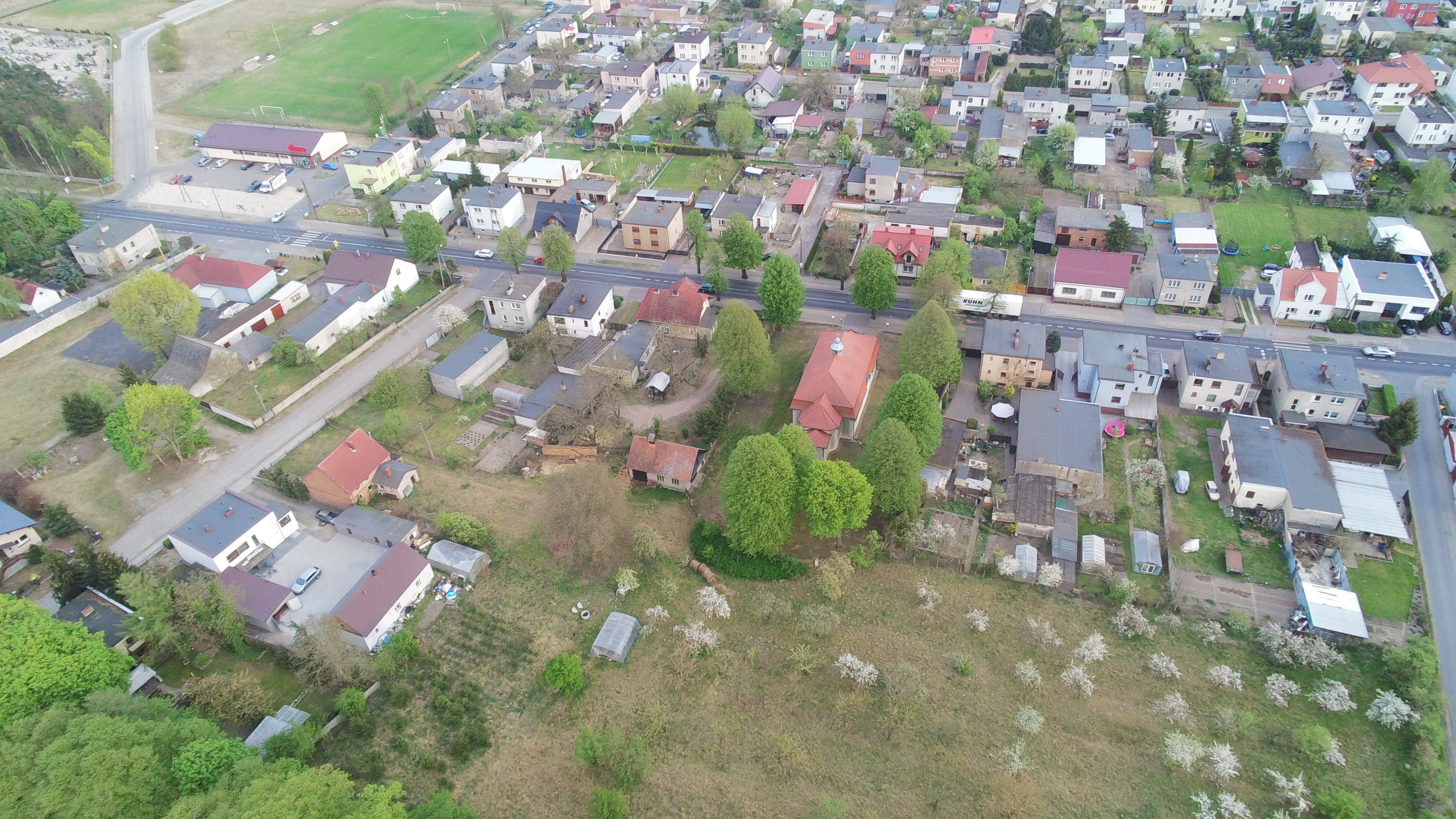
Kościół św Józefa zdjęcie z lotu ptaka Wiosna 2020

Kościół Świętego Józefa w Rostarzewie – rzymskokatolicki kościół parafialny w dawnym mieście Rostarzewo, w gminie Rakoniewice, w powiecie grodziskim, w województwie wielkopolskim. Mieści się przy ulicy Rakoniewickiej. Należy do dekanatu wolsztyńskiego.

## Historia
W 1922 roku podjęto starania o pozwolenie na budowę nowej świątyni w Rostarzewie. Na zebraniu w dniu 2 października 1922 roku wybrany został komitet budowlany, który otrzymał pozwolenie na zbieranie składek na obszarze ówczesnego województwa poznańskiego w listopadzie i grudniu 1922 roku. W skład komitetu wchodziło 13 osób, przewodniczącym był burmistrz miasta Sylwester Łukomski, a jego członkami byli Polacy z Rostarzewa - 9 osób, ze Stodoiska - 2 osoby i z Głodna - 1 osoba. Patronem został ksiądz Alfons Graszyński. Zebranie odpowiednich środków finansowych nie było łatwym zadaniem. Choć już w dniu 19 listopada 1925 roku z dniem 1 stycznia 1926 roku ks. kardynał Edmund Dalbor erygował parafię w Rostarzewie, to budowa świątyni rozpoczęła się w 1928 roku. Do nowej parafii włączono 9 wsi: 5 z parafii Najświętszej Maryi Panny Niepokalanie Poczętej w Wolsztynie i 4 z parafii św. Stanisława Biskupa w Gościeszynie. Parafia gościeszyńska ofiarowała także na potrzeby nowej parafii beneficjum o obszarze 36,62 hektarów roli. Środki finansowe pochodziły od osób prywatnych, z działalności rozrywkowej organizacji polskich działających w mieście, materiał budowlany został przekazany przez rostarzewskie cegielnie, wsparcie finansowe zostało udzielone również przez Wydział Powiatowy. Ale i tak na koszty budowy wynoszące 30 000 złotych do połowy 1932 roku zebrano w gotówce i materiale kwotę 16 000 złotych. Poświęcenie i wmurowanie kamienia węgielnego pod budowę świątyni odbyło się w dniu 18 listopada 1928 roku; uroczystości przewodniczył ks. dr Władysław Hozakowski - kanonik bazyliki archikatedralnej Świętych Apostołów Piotra i Pawła w Poznaniu. Kościół i parafia otrzymały wezwanie św. Józefa. W 1929 roku została zakończona budowa świątyni. Gruntownie ją odnowiono w 1949 roku.